# Loco por vos
Loco por vos, estilizado como Loco x Vos, es una sitcom argentina, versión local de la estadounidense Mad About You, que fue estrenada el 5 de septiembre de 2016 en Telefe. Está protagonizada por Juan Minujín y Julieta Zylberberg como la pareja protagónica, junto a Fernán Mirás, Marina Bellati, Agustina Lecouna y Damián Dreizik en el reparto principal. También son parte del elenco Gino Renni, Adriana Aizemberg, Manuel Vicente, Luz Palazón, Lucía Rivera Bonet, Nancy Gay, Gonzalo Suárez y Pichu Straneo.
En noviembre del 2016, Telefe confirmó la realización de la segunda temporada, cuyo rodaje finalizó en abril del 2017 y su estreno estaba previsto para la segunda mitad de ese año. Sin embargo, tras la venta del canal a Viacom su salida al aire se vio imposibilitada, ya que la producción es un formato que pertenece a Sony, una de las competencias de los nuevos dueños del canal. Luego de 5 años, Paramount (anteriormente conocida como Viacom) decidió estrenar la segunda temporada el 17 de junio del 2022 a través de la plataforma streaming Paramount+.

## Sinopsis
Pablo (Juan Minujín) un director de documentales y Natalia (Julieta Zylberberg) una especialista en relaciones públicas, son una pareja de recién casados que vivirán una historia de encuentros y desencuentros, cuyos miembros deben adaptarse a la convivencia, soportar las respectivas manías, intentar consolidarse laboralmente y, al mismo tiempo, fortalecer su vínculo para ser una familia.

## Elenco

### Principales
- Juan Minujín como Pablo Wainstein.
- Julieta Zylberberg como Natalia Armendaris.
- Fernan Mirás como Martín "Tincho" Sosa.
- Marina Bellati como Julia de Bertolo.
- Agustina Lecouna como Verónica  Armendaris.
- Damián Dreizik como Marcos Bertolo.
- Kiara como Pérez.

### Recurrentes
- Gino Renni como Samuel Wainstein.
- Adriana Aizemberg como Sara Abramowitz.
- Manuel Vicente como Atilio Armendaris.
- Luz Palazón como Celia Armendaris.
- Manuel Marcer como Tomás Bertolo.
- Lucía Rivera Bonet como Vicky.
- Pichu Straneo como Alcides.
- Nancy Gay como Úrsula.
- Gonzalo Suárez como Andrés.
- Agustín Aristarán como Rodrigo
- Irene Almus como Betty
- Luis "El Tucu" López como Juan

## Temporadas
| Temporada | Temporada | Episodios | Emisión original        | Emisión original        | Cadena     | Cadena |
| Temporada | Temporada | Episodios | Inicio                  | Final                   | Cadena     | Cadena |
| --------- | --------- | --------- | ----------------------- | ----------------------- | ---------- | ------ |
|           | 1         | 66        | 5 de septiembre de 2016 | 29 de diciembre de 2016 | Telefe     |        |
|           | 2         | 34        | 17 de junio de 2022     | 17 de junio de 2022     | Paramount+ |        |

## Premios y nominaciones
| Año  | Premiación            | Categoría                                           | Receptor           | Resultado | Ref.   |
| ---- | --------------------- | --------------------------------------------------- | ------------------ | --------- | ------ |
| 2016 | Premios Tato          | Mejor Actor Protagónico - Comedia                   | Juan Minujín       | Nominado  | [ 8 ]  |
| 2016 | Premios Tato          | Mejor Actriz Protagónica - Comedia                  | Julieta Zylberberg | Nominada  | [ 8 ]  |
| 2017 | Premios Martín Fierro | Mejor Actriz Protagonista de Ficción Diaria/Comedia | Julieta Zylberberg | Nominada  | [ 9 ]  |
| 2017 | Premios Fund TV       | Mejor Ficción Diaria                                | Loco por vos       | Nominado  | [ 10 ] |

## Transmisión internacional
La primera temporada también fue retransmitida en Uruguay (del 10 de septiembre de 2016 al 16 de febrero de 2017 por Canal 4 bajo la antigua señal Monte Carlo TV; y en 2019 tuvo emisiones especiales para el resto de Sudamérica por Movistar Series. En marzo de 2022, se reemitió en Comedy Central.

## Adaptaciones internacionales
| País / Región  | Año  | Título                           | Canal             |
| -------------- | ---- | -------------------------------- | ----------------- |
| Estados Unidos | 1992 | Mad About You (versión original) | NBC               |
| Chile          | 2004 | Loco por ti                      | TVN               |
| China          | 2016 | Xin Hun Gong Yu                  | Dragon Television |